# Fredis Refunjol
Fredis Jose Refunjol (Aruba, 1950) fue gobernador de Aruba entre 2004 y 2016.

## Biografía
Está casado con Clarette Lopez. Tienen dos hijas y un hijo. Aceptó el cargo de gobernador el 1 de mayo de 2004. En ese momento, ya tenía una carrera política de larga duración. En su última posición actuaba como ministro de Educación y Asuntos Administrativos y como vicepresidente del Gobierno. También fue el informateur (persona encargada de examinar las formas en que se puede formar un nuevo gobierno) durante la formación de los Gabinetes Oduber I y II, y fue el formateur del Gabinete Oduber III.